# Sabás Ponce

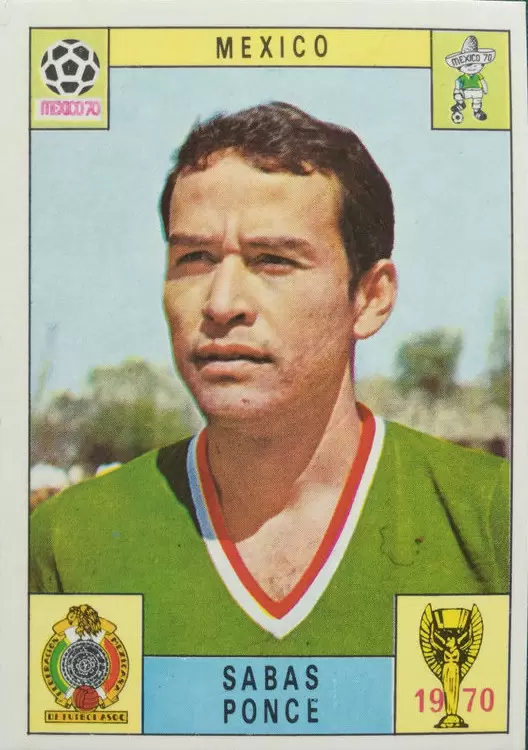
Sabás Ponce Labastida

Sabás Ponce Labastida (* 13. Januar 1937 in Guadalajara, Bundesstaat Jalisco, Mexiko; † 4. Oktober 2021) war ein mexikanischer Fußballspieler, der zwischen 1956 und 1973 für Chivas Guadalajara spielte und Teil jener legendären Mannschaft war, die in den neun Jahren zwischen 1957 und 1965 siebenmal mexikanischer Meister wurde und den Beinamen „Campeonísimo“ erhielt. Zusammen mit José Villegas gewann Ponce mit Guadalajara achtmal die mexikanische Meisterschaft, ein noch immer bestehender Rekord in Mexiko. Bekannt war er auch unter seinem Spitznamen „la hormiguita“ (die Ameise). 

## Karriere
Sabás Ponce spielte während seiner ganzen Karriere ausschließlich für seinen Heimatverein Club Deportivo Guadalajara. Gemeinsam mit seinem früheren Mannschaftskameraden José Villegas ist Sabás Ponce der mexikanische Fußballer, der die meisten Titel gewann: acht Meisterschaften, zwei Pokalsiege und einen Triumph im CONCACAF Champions Cup. Dazu kommen sieben Erfolge im mexikanischen Supercup, der dort als „Campeón de campeones“ bezeichnet wird. Eine wahrlich beeindruckende Bilanz.
Ponce war der Spielgestalter im zentralen Mittelfeld, der sich auch gerne ins Angriffsspiel einschaltete. Seine Ballbehandlung war so genial wie sein Passspiel. Obwohl er als einer der zentralen Schaltstellen entscheidenden Anteil an den Erfolgen des „Campeonísimo“ hatte und als Spielgestalter für seinen Stammverein unverzichtbar war, gelang es ihm nicht, sein Talent auch in der Nationalmannschaft zur Entfaltung bringen. Er gab sein Länderspieldebüt am 13. März 1960 gegen Costa Rica (1:1), kam aber insgesamt nur auf sieben Länderspieleinsätze und erzielte dabei nicht ein einziges Tor, obwohl er immer in der Sturmreihe aufgeboten wurde. 

## Erfolge
- Mexikanischer Meister (8): 1957, 1959, 1960, 1961, 1962, 1964, 1965, 1970
- Mexikanischer Supercup (7): 1957, 1959, 1960, 1961, 1964, 1965, 1970
- Pokalsieger (2): 1963, 1970
- CONCACAF-Champions’-Cup-Sieger (1): 1962